# Коновалов, Алексей Дмитриевич

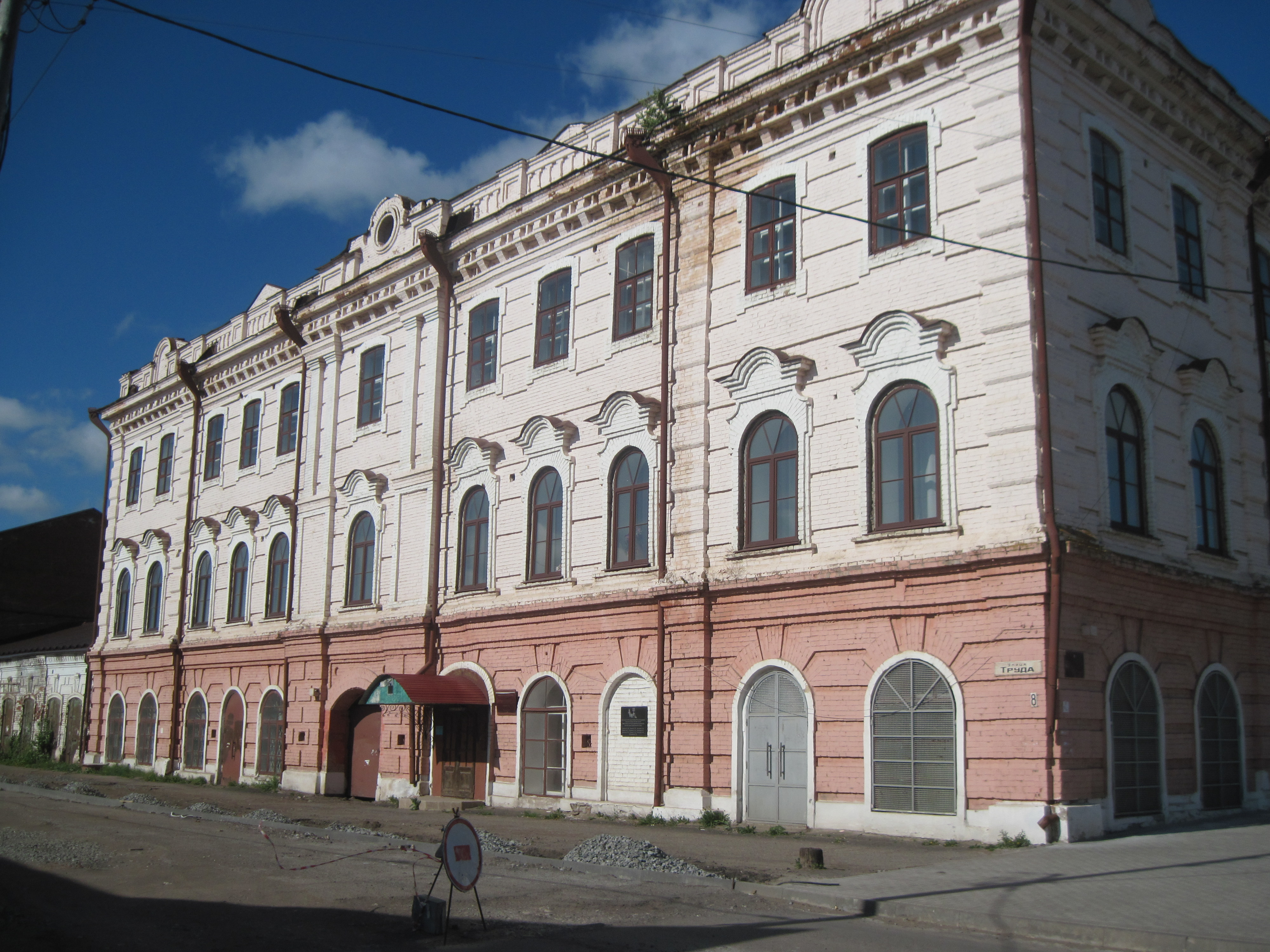
Бывшее Смоленское военное пехотное училище, Удмуртская Республика, город Сарапул, ул.Труда, 8; видна мемориальная доска.

Алексей Дмитриевич Коновалов (25 октября 1919, Тимошкино, Самарская губерния — 19 декабря 1943, Невельский район, Калининская область) — лейтенант Рабоче-крестьянской Красной Армии, участник Великой Отечественной войны, Герой Советского Союза (1944).

## Биография
Алексей Дмитриевич Коновалов родился 25 октября 1919 года в селе Тимошкино Тимошкинского сельсовета Тимошкинской волости Бугурусланского уезда Самарской губернии, ныне сельсовет входит в Матвеевский район Оренбургской области. Мордвин.
После окончания семи классов школы и техникума лесного хозяйства работал инспектором отдела лесной охраны и лесонасаждений Народного комиссариата сельского хозяйства Удмуртской АССР в Абдулино и Ижевске.
Член ВКП(б).
В ноябре 1941 года был призван на службу в Рабоче-крестьянскую Красную Армию. В 1942 году окончил Смоленское военное пехотное училище. С ноября 1943 года — на фронтах Великой Отечественной войны, командовал курсантской ротой гвардейского отдельного учебного батальона 51-й гвардейской стрелковой дивизии 6-й гвардейской армии 2-го Прибалтийского фронта. Отличился во время освобождения Псковской области.
В ночь с 18 на 19 декабря 1943 года рота Коновалова по льду озера пробралась во вражеский тыл в районе населённого пункта Липовка Невельского района. Оставив в засаду пулемётный взвод, он с тремя остальными взводами ворвался в Липовку, разгромив гарнизон. Рота успешно держала оборону в течение 15 часов, отразила 4 контратаки противника, уничтожив порядка 700 его солдат и офицеров. В том бою Коновалов два раза был ранен, но продолжал сражаться, умерев на следующий день от потери крови. Похоронен в деревне Песок Невельского района.

## Награды
- Герой Советского Союза, 4 июня 1944 года
  - Орден Ленина
  - Медаль «Золотая Звезда»

## Память
- Памятник Коновалову установлен в селе Сыроевщина Невельского района[1].
- Упомянут на мемориальной доске, установленной на главном корпусе Сарапульского политехнического института (филиала) федерального государственного бюджетного образовательного учреждения высшего образования «Ижевский государственный технический университет имени М.Т. Калашникова». Установлена в 2010 году с 4 фамилиями: Антонов Константин Михайлович, Митькин Борис Викторович, Спицын Спиридон Матвеевич, Теплоухов Михаил Сергеевич[2]; в 2014 году обновлена, стало 10 героев, добавились: Беляев Иван Потапович, Волошин Михаил Евстафьевич, Иванов Михаил Романович, Коновалов Алексей Дмитриевич, Максимов Иван Тихонович, Половинкин Василий Васильевич[3]. Удмуртская Республика, город Сарапул, ул.Труда, 8 — 56°28′35″ с. ш. 53°49′14″ в. д.HGЯO